# Damphu (Bután)
Damphu es un pueblo y la capital del distrito de Tsirang, al sur de Bután. En 2005 contaba con una población de 1666 habitantes, mientras que en 2017 tuvo 3448 habitantes.

## Geografía

Ubicación del distrito de Tsirang en Bután

Damphu se encuentra a una altitud media de 1074 metros sobre el nivel del mar. Al encontrarse en la zona meridional del país, las colinas y el clima templado caracterizan a la población.

## Urbanismo

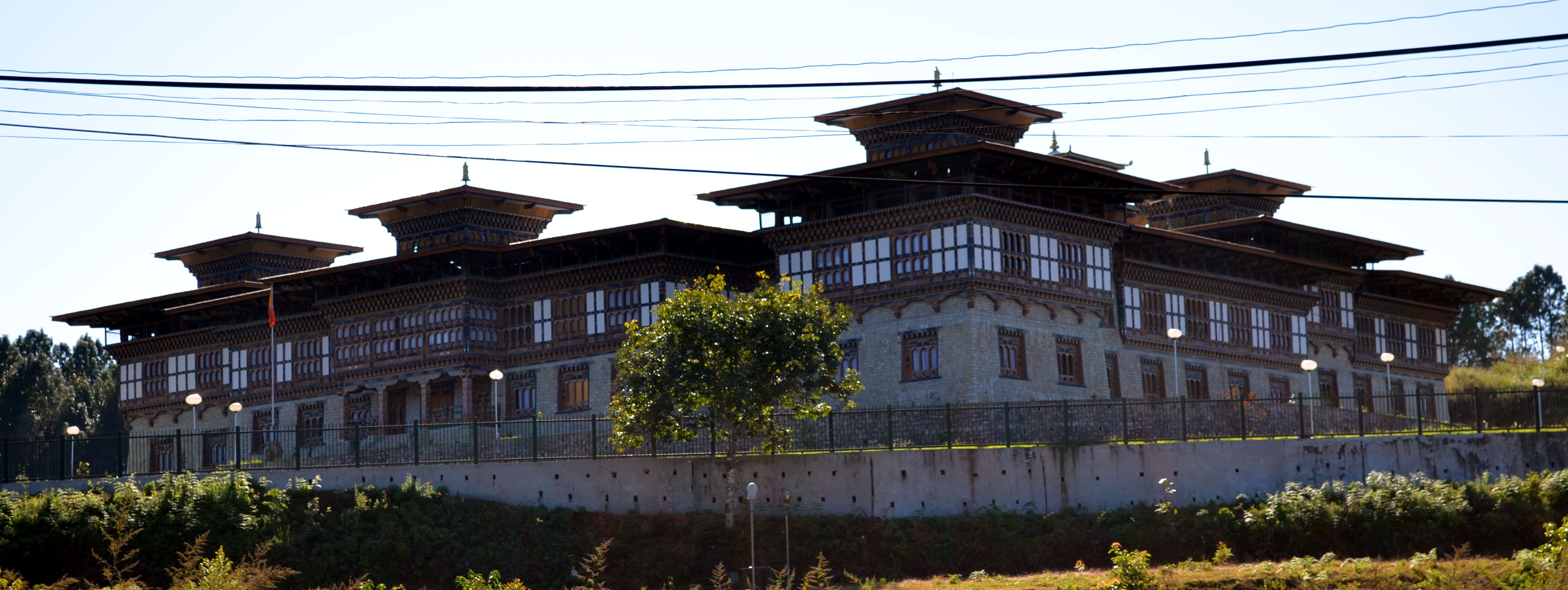
El dzong de Tsirang

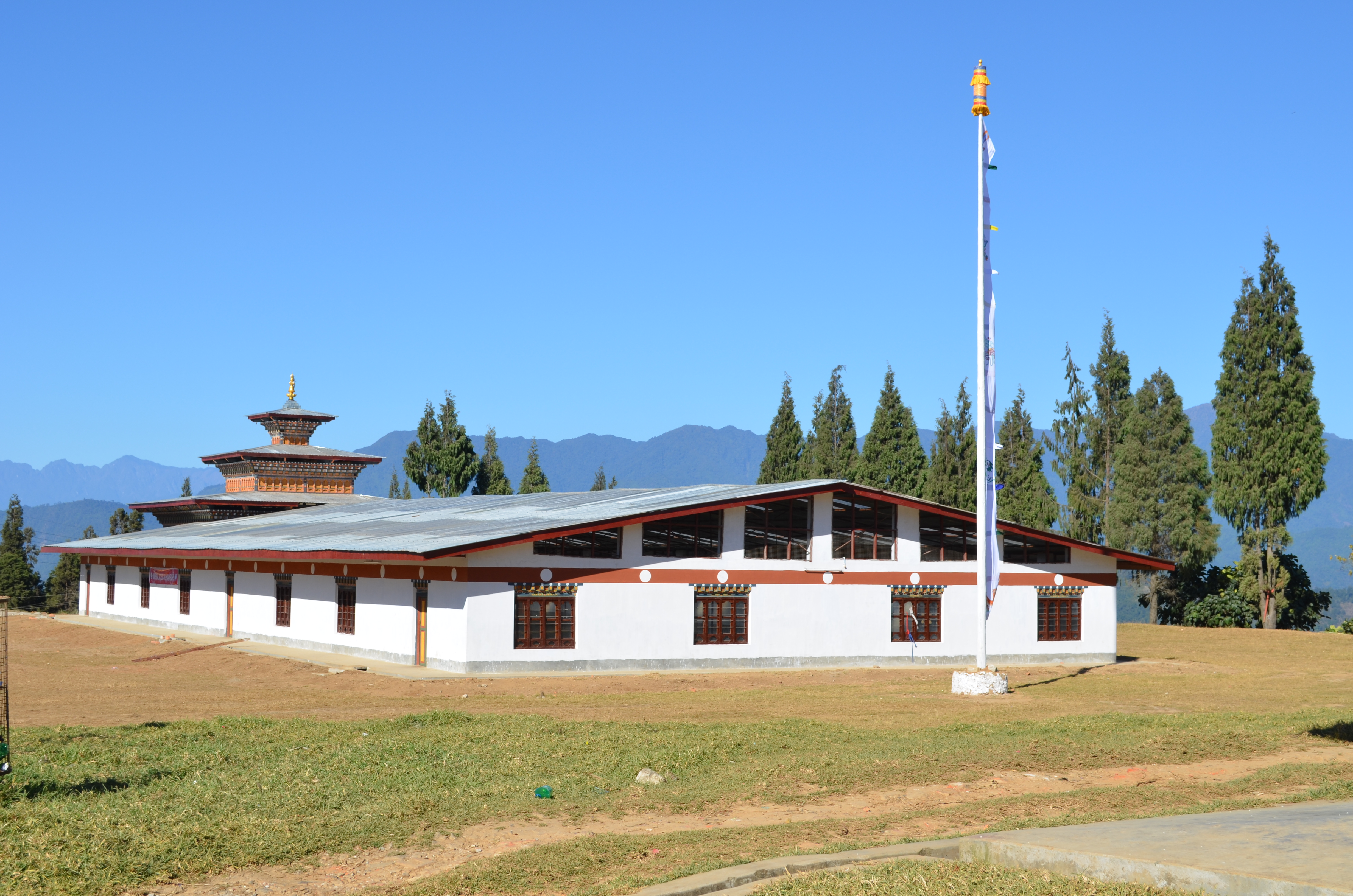
Un salón de rezo en la ciudad

La sede administrativa del distrito se encuentra en Damphu, así como el dzong de Tsirang, el monasterio más relevante de la región. La construcción del dzong comenzó en 2004 y fue inaugurado en 2008. Damphu se ubica en la carretera entre las ciudad de Gelephu, Sarpang y Wangdue Phodrang.